# Dana Abdulrazak
Dana Hussain Abdul-Razak Al-Khafaji, accreditata come Dana Abdulrazak o Dana Hussain (in arabo دانا عبد الرزاق‎?; Baghdad, 3 gennaio 1986), è una velocista irachena.

## Carriera
Hussain ha rappresentato, come unica donna della delegazione irachena, il proprio paese ai Giochi olimpici di Pechino 2008 nonostante il veto posto inizialmente dallo IOC all'Iraq.
Nel 2011 ha trionfato nei Giochi panarabi tenutisi a Doha portando a casa una medaglia di ciascun metallo. L'anno successivo ha partecipato alla sua seconda Olimpiade a Londra, dove durante la cerimonia d'apertura è stata anche portabandiera per la propria nazione.

## Palmarès
| Anno | Manifestazione                    | Sede     | Evento      | Risultato  | Prestazione | Note                                     |
| ---- | --------------------------------- | -------- | ----------- | ---------- | ----------- | ---------------------------------------- |
| 2005 | Asiatici                          | Incheon  | 200 m piani | Batteria   | 25"77       |                                          |
| 2005 | Giochi dell'Asia occidentale      | Doha     | 100 m piani | Bronzo     | 12"34       |                                          |
| 2005 | Giochi dell'Asia occidentale      | Doha     | 200 m piani | Bronzo     | 25"26       |                                          |
| 2006 | Giochi asiatici                   | Doha     | 100 m piani | Batteria   | 12"44       |                                          |
| 2006 | Giochi asiatici                   | Doha     | 200 m piani | Batteria   | 25"61       |                                          |
| 2007 | Giochi panarabi                   | Il Cairo | 100 m piani | Argento    | 12"20       |                                          |
| 2007 | Giochi panarabi                   | Il Cairo | 200 m piani | 4ª         | 24"83       |                                          |
| 2007 | Campionati arabi                  | Amman    | 200 m piani | 4ª         | 25"54       |                                          |
| 2008 | Giochi olimpici                   | Pechino  | 100 m piani | Batteria   | 12"38       | Miglior prestazione personale            |
| 2008 | Asiatici indoor                   | Doha     | 60 m piani  | Batteria   | 7"98        |                                          |
| 2009 | Giochi asiatici                   | Hanoi    | 60 m piani  | Batteria   | 7"73        |                                          |
| 2009 | Giochi asiatici                   | Hanoi    | 4 × 400 m   | 4ª         | 3'59"01     |                                          |
| 2009 | Mondiali                          | Berlino  | 100 m piani | Batteria   | 12"38       | Miglior prestazione personale stagionale |
| 2009 | Asiatici                          | Canton   | 100 m piani | Batteria   | dnf         |                                          |
| 2009 | Asiatici                          | Canton   | 200 m piani | Batteria   | 25"66       |                                          |
| 2009 | Campionati arabi                  | Damasco  | 100 m piani | Bronzo     | 11"99       |                                          |
| 2009 | Campionati arabi                  | Damasco  | 200 m piani | 4ª         | 25"29       |                                          |
| 2009 | Campionati arabi                  | Damasco  | 4 × 100 m   | Oro        | 47"22       |                                          |
| 2009 | Campionati arabi                  | Damasco  | 4 × 400 m   | Argento    | 3'47"39     |                                          |
| 2010 | Asiatici indoor                   | Teheran  | 60 m piani  | Batteria   | 7"85        |                                          |
| 2010 | Asiatici indoor                   | Teheran  | 400 m piani | Batteria   | 62"06       |                                          |
| 2010 | Giochi asiatici                   | Canton   | 400 m piani | Batteria   | 56"35       |                                          |
| 2010 | Giochi asiatici                   | Canton   | 4 × 400 m   | 5ª         | 3'45"44     |                                          |
| 2010 | Campionati dell'Asia occidentale  | Aleppo   | 100 m piani | Bronzo     | 12"08       |                                          |
| 2010 | Campionati dell'Asia occidentale  | Aleppo   | 200 m piani | Bronzo     | 24"64       |                                          |
| 2011 | Asiatici                          | Kōbe     | 100 m piani | Batteria   | 12"38       |                                          |
| 2011 | Asiatici                          | Kōbe     | 200 m piani | Batteria   | 24"73       |                                          |
| 2011 | Asiatici                          | Kōbe     | 4 × 400 m   | Finale     | dq          |                                          |
| 2011 | Giochi panarabi                   | Doha     | 100 m piani | Oro        | 11"88       | Record nazionale                         |
| 2011 | Giochi panarabi                   | Doha     | 200 m piani | Argento    | 24"61       |                                          |
| 2011 | Giochi panarabi                   | Doha     | 400 m piani | Bronzo     | 55"48       |                                          |
| 2011 | Campionati arabi                  | al-'Ayn  | 100 m piani | Argento    | 12"06       |                                          |
| 2011 | Campionati arabi                  | al-'Ayn  | 200 m piani | Bronzo     | 24"49       |                                          |
| 2011 | Campionati arabi                  | al-'Ayn  | 400 m piani | Oro        | 55"74       |                                          |
| 2011 | Campionati arabi                  | al-'Ayn  | 4 × 400 m   | Bronzo     | 3'49"34     |                                          |
| 2012 | Giochi olimpici                   | Londra   | 100 m piani | Batteria   | 11"81       |                                          |
| 2012 | Mondiali indoor                   | Istanbul | 60 m piani  | Batteria   | 7"78        | Miglior prestazione personale stagionale |
| 2012 | Campionati dell'Asia occidentale  | Dubai    | 100 m piani | Oro        | 11"91       |                                          |
| 2012 | Campionati dell'Asia occidentale  | Dubai    | 200 m piani | Argento    | 24"56       |                                          |
| 2013 | Mondiali                          | Mosca    | 200 m piani | Batteria   | 24"57       |                                          |
| 2013 | Asiatici                          | Pune     | 200 m piani | 6ª         | 24"12       |                                          |
| 2014 | Giochi asiatici                   | Incheon  | 200 m piani | Batteria   | 24"38       |                                          |
| 2014 | Giochi asiatici                   | Incheon  | 400 m piani | Batteria   | 54"78       |                                          |
| 2015 | Asiatici                          | Wuhan    | 200 m piani | 7ª         | 24"04       |                                          |
| 2015 | Campionati arabi                  | Manama   | 100 m piani | 4ª         | 11"66       |                                          |
| 2015 | Campionati arabi                  | Manama   | 200 m piani | Argento    | 23"69       |                                          |
| 2016 | Asiatici indoor                   | Doha     | 60 m piani  | Semifinale | 7"62        |                                          |
| 2017 | Giochi della solidarietà islamica | Baku     | 200 m piani | Semifinale | 24"27       |                                          |
| 2017 | Campionati arabi                  | Radès    | 100 m piani | Argento    | 11"69       |                                          |
| 2017 | Campionati arabi                  | Radès    | 200 m piani | Bronzo     | 24"31       |                                          |
| 2018 | Giochi asiatici                   | Giacarta | 100 m piani | Batteria   | dns         |                                          |
| 2018 | Giochi asiatici                   | Giacarta | 200 m piani | Batteria   | 24"31       |                                          |
| 2019 | Asiatici                          | Doha     | 200 m piani | Batteria   | 24"02       | Miglior prestazione personale stagionale |
| 2019 | Campionati arabi                  | Il Cairo | 100 m piani | 4ª         | 12"18       |                                          |